# Tartak (Grande-Pologne)
Pour les articles homonymes, voir Tartak.
Tartak (prononciation : [ˈtartak]) est un village polonais de la gmina de Grodziec dans le powiat de Konin de la voïvodie de Grande-Pologne dans le centre-ouest de la Pologne.
Il se situe à environ 2 kilomètres à l'ouest de Grodziec (siège de la gmina), à 25 kilomètres au sud-ouest de Konin (siège du powiat) et à 87 kilomètres au sud-est de Poznań (capitale régionale).
Le village possédait une population de 70 habitants en 2006.

## Histoire
De 1975 à 1998, le village faisait partie du territoire de la voïvodie de Konin.

Depuis 1999, Tartak est situé dans la voïvodie de Grande-Pologne.